# Hypoponera lamellosa
Hypoponera lamellosa es una especie de hormiga del género Hypoponera, subfamilia Ponerinae. 

## Distribución
Esta especie se encuentra en Sudáfrica y Malasia.